# Попелюшка (балет)
Попелюшка (рос. Золушка 1944) — балет С. Прокоф'єва за сюжетом однойменної казки Шарля Перро. Музика до балету написана в період з 1940 по 1944 рік.
Уперше «Попелюшка» була поставлена в листопаді 1945 року на сцені Большого театру. Її постановником був Ростислав Захаров, а головну роль виконували балерини Ольга Лепешинська, Галина Уланова і Раїса Стручкова.